# Couvin
Couvin är en kommun i Belgien.   Den ligger i provinsen Namur och regionen Vallonien, i den södra delen av landet, 90 km söder om huvudstaden Bryssel. Antalet invånare är 13 815.
I omgivningarna runt Couvin växer i huvudsak blandskog. Runt Couvin är det ganska glesbefolkat, med 47 invånare per kvadratkilometer.